# Levante (barrio)
Levante es un barrio de la ciudad de Córdoba (España), perteneciente al distrito homónimo. Está situado en zona este del distrito. Limita al norte y el nordeste con el barrio de Fátima; al sureste y al sur, con el barrio de Fidiana; y al oeste, con los barrio de Viñuela-Rescatado y Sagunto.